# Thinobius macropterus
Thinobius macropterus är en skalbaggsart som beskrevs av Leconte 1877. Thinobius macropterus ingår i släktet Thinobius och familjen kortvingar. Inga underarter finns listade i Catalogue of Life.